# Fulco di Deuil
Fulco di Deuil (... dopo il 1050 – 26 ottobre XII secolo) è stato un religioso francese.
Monaco benedettino del XII secolo, è noto per la lettera consolatoria scritta a Pietro Abelardo, che lo fece entrare nella storia della letteratura medievale.

## Biografia
Fulco entrò, in data sconosciuta dell'XI secolo, come monaco benedettino nel convento di Saint-Florent a Saumur e successivamente divenne sacrestano dell'Abbazia di Saint-Florent-le-Vieil, che fu il nucleo primario del convento di Saumur, e infine diresse il Priorato di Sant'Eugenio a Deuil, presso Parigi.
Il priorato, la cui chiesa è giunta fino a noi, si trovava alcuni chilometri a nord di Parigi, molto vicino all'Abbazia reale di Saint-Denis, nella quale era entrato Pietro Abelardo.
Nella sua funzione di responsabile del priorato, Fulco deve aver conosciuto Abelardo, al quale non era legato solo da un rapporto di conterraneità, ma anche da uno stretto rapporto di conoscenza fra le rispettive famiglie.
Sulle attività di Fulco non si sa nulla di più. Ma egli aveva non solo rapporti con l'ortodossia della Chiesa parigina, bensì pure con la Santa Sede, dove avrebbe potuto anche personalmente essersi recato. 
Non si sa quando morì Fulco di Deuil, ma secondo il suo necrologio, dev'essere deceduto il 26 ottobre di un anno a noi ignoto, come si evince dal suo stesso necrologio:
(Necrologio di Folco di Dugny.)

## Importanza
La lettera di Fulco ad Abelardo è una cosiddetta Epistula consolatoria (it.: "lettera consolatoria"), che Fulco redasse ispirandosi a un antico modello e che nella sua agile e incisiva forma mostra il talento letterario dell'autore.
La lettera fu scritta verso l'anno 1118, cioè poco dopo che Pietro Abelardo, privato dei suoi attributi virili e profondamente umiliato, era entrato nell'abbazia di Saint-Denis. Fulco non disconosceva i precedenti successi di Pietro Abelardo, che egli chiama "la più chiara fonte della filosofia", gli rimprovera però frequentemente la sua precedente vanagloria e la sua smania di spendere, i suoi rapporti con "ragazze" e meretrici, e cerca infine di convincere il convertito dei vantaggi della vita in convento. 
La sua lettera è di grande importanza per la ricerca sulla storia di Pietro Abelardo, fornendo importanti dettagli sulle circostanze della sua castrazione. Dalla propria formulazione risulta che si tratta di una lettera di risposta, scritta dopo aver ricevuto una lettera di richiesta da parte di Abelardo, ad oggi non ritrovata.
L'obituario di Deuil menziona un Folco che era stato priore di Deuil e sacrista di Saint-Florent-le-Vieil, probabilmente da identificarsi con l'amico corrispondente di Abelardo.